# Amurru (dios)

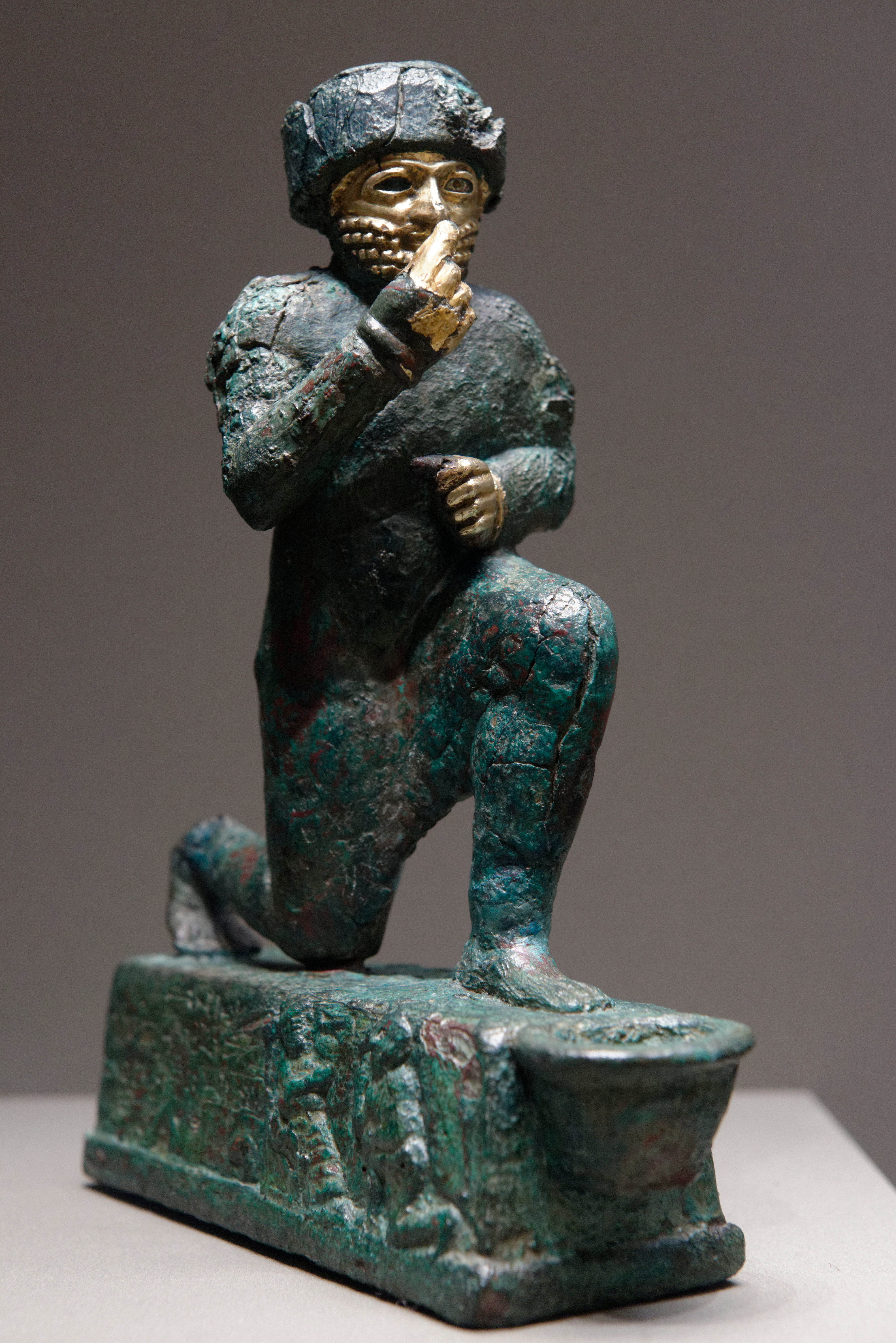
"El adorador de Larsa", estatuilla votiva de bronce y oro ofrecida al dios Amurru durante el reinado de Hammurabi (a. C.), Louvre

Amurru o Martu son los nombres dados en textos acadios y sumerios al dios epónimo de los Amorreos, a menudo formando parte de nombres propios. A veces también se le llama Ilu Amurru (DMAR.TU). Era el dios patrono de la ciudad mesopotámica de Ninab, cuya ubicación exacta se desconoce.

## Descripción
Amurru/Martu fue probablemente un dios semita occidental, originalmente. A veces se le describe como un "pastor" o como un "dios de las tormentas", y como hijo del dios del cielo Anu/An (en acadio y sumerio). Algunas veces se le llama bêlu šadī o bêl šadê, "señor de la montaña"; dúr-hur-sag-gá sikil-a-ke, "El que mora en la montaña de pureza", y kur-za-gan ti-[la], "El que habita en la montaña brillante ". En las inscripciones de Zinčirli en Capadocia se le llama ì-li a-bi-a, "El dios de mi padre".
L. R. Bailey (en 1968) y Jean Ouelette (en 1969) han sugerido que este Bêl Šadê podría ser el mismo que el bíblico El Shaddai que es el Dios de Abraham, Isaac y Jacob en la "tradición sacerdotal" narrativa, de acuerdo con la hipótesis documentaria. Bêl Šadê podría haber sido el dios de la fertilidad Baal, posiblemente adoptado por los canaanitas y rival y enemigo del Dios hebreo Yahvé, y combatido por el profeta hebreo Elías.
Amurru también tiene las características de dios de las tormentas. Al igual que Adad, Amurru lleva el epíteto ramān, "tronador", y se le llama incluso bāriqu, "lanzador del rayo" y Adad ša a-bu-be, "Adad del diluvio". Sin embargo, su iconografía es distinta a la de Adad, apareciendo en ocasiones junto a Adad con un bastón de poder o arrojadizo, mientras que Adad lleva un rayo convencional.

## Consortes
En las tradiciones semítica noroccidental e hitita, la diosa Ašratum (o Aserá) aparece como esposa del dios Ēl, lo que sugiere que Amurru puede haber sido una variación de ese dios. Si Amurru fuera idéntico a Ēl, explicaría por qué tan pocos nombres amorreos se componen con el nombre Amurru", pero muchos lo hacen con Il, es decir, con Ēl.
Otra tradición expone que la esposa de Amurru (o una de las esposas de Amurru) tiene el nombre de Belit-Sheri, "Señora del desierto".
Una tercera tradición aparece en un poema sumerio de estilo pastoril, que relata cómo el dios Martu llegó a casarse con Adg̃ar-kidug, hija del dios protector de la ciudad de Inab o Kazalu, Numushda. Contiene un discurso que expresa el disgusto de un dios sumerio por la vida no civilizada y nómada de los Amorreos, cosa que a Adg̃ar-kidug parece no importarle y responde únicamente: "¡Me casaré con Martu!".